# شانا موكلر
شانا لين موكلر (بالإنجليزية: Shanna Lynn Moakler)‏ هي عارضة أزياء وممثلة ونجمة تلفزيون واقع وملكة جمال أمريكية ولدت في يوم 28 مارس 1975 في بروفيدنس في رود آيلاند في الولايات المتحدة وهي تنحدر من أصل أيرلندي برتغالي ألماني،
موكلر هي الفائزة بلقب ملكة جمال نيويورك لسنة 1995 وهي الوصيفة الأولى للقب ملكة جمال الولايات المتحدة لنفس السنة خلف تشيلسي سميث التي توجت لاحقاً بلقب ملكة جمال الكون لسنة 1995، بدأ مشوارها كعارضة أزياء في سن ال15 وفي سنة 2001 إختارتها مجلة بلاي بوي لتكون الباليميت الخاصة بها لشهر ديسمبر 2001،
بعد ذلك في سنة 2010 و 2011 مثلت في مسلسل تلفزيون الواقع Bridalplasty. كما سبق لشانا التمثيل في مسلسل المحيط الهادي الأزرق في سنة 1998 وفي سنة 2005 مثلت في مسلسل تلفزيون الواقع Meet the Barkers.
كان لموكلر علاقات مع رجال ومشاهير كثر منهم الموسيقي الإنجليزي بيلي أيدول
والملاكم الأولمبي أوسكار دي لا هويا
و نجم هوليوود دينيس كويد، في سنة 2004 إرتبطت بالموسيقي ترافيس باركر وثم تطلقا في سنة 2008 بعد أن تم مشاهدة خيانة باركر لموكلر بعد مرافقته لباريس هيلتون في إحدى النوادي الليلية في لوس أنجلوس، ولموكلر ثلاث أطفال واحد من الملاكم دي لا هويا وإثنين من طليقها ترافيس باركر. في وقت سابق أعلنت موكلر دعمها سحب جائزة ملكة جمال كاليفورنيا من كاري بيريجان بعد أن أعلنت معارضة الأخيرة لزواج المثليين.

## وصلات خارجية
- شانا موكلر على موقع IMDb (الإنجليزية)
- شانا موكلر على موقع ألو سيني (الفرنسية)
- شانا موكلر على موقع أول موفي (الإنجليزية)
- شانا موكلر على موقع إن إن دي بي (الإنجليزية)
- شانا موكلر على موقع قاعدة بيانات الفيلم (الإنجليزية)
- شانا موكلر على موقع كينوبويسك (الروسية)
- شانا موكلر على قاعدة بيانات الأفلام على الإنترنت
- شانا موكلر على تويتر